# Кон, Ладислав
Ладислав Кон (чеш. Ladislav Kohn; 4 марта 1975, Угерске-Градиште, Чехословакия) — чешский хоккеист, нападающий. Чемпион Чехии 2011 года. С 1995 по 2003 год играл в НХЛ. Завершил карьеру в 2013 году.

## Карьера
Он был задрафтован клубом «Калгари Флэймз» в седьмом раунде, заняв 175-е место в общем зачете, на драфте НХЛ 1994 года. С 2003 по 2007 год играл в SM-liiga Финляндии за «Эспоо Блюз», а затем переехал в Россию в составе ХК ЦСКА Москва.
После игры с ХК Кладно в Чехословацкой Экстралиги в сезоне 1992-93, Кон выступил в Западной хоккейной лиге в 1993-94 годах. После двух сезонов в молодёжном хоккее Кон дебютировал на профессиональном уровне в клубе «Калгари», выступающем в АХЛ, «Сент-Джон Флеймс».
Кон сыграл пять матчей в НХЛ за «Калгари» в сезоне 1995-96 и ещё четыре в сезоне 1997-98. Перед сезоном 1998/99 «Флэймз» обменяли его в «Торонто Мейпл Лифс» в обмен на Дэвида Купера.
Ладислав Кон сменил множество клубов в различных лигах за свою долгую карьеру, которая продолжалась 21 сезон (с 1992 по 2013 год). Его самым большим успехом в карьере является золотая медаль чемпиона чешской Экстралиги 2011 года в составе «Оцеларжи Тршинец». С 1995 по 2003 год играл в НХЛ, сменив 5 клубов. Также успел поиграть в России за московский ЦСКА и нижнекамский «Нефтехимик».

## Достижения
Чемпион Чехии 2011
 Бронзовый призёр чемпионата Европы среди юниоров 1993

## Статистика
- Чешская Экстралига — 172 игры, 129 очков (43+86)
- Чемпионат Чехословакии — 2 игры
- НХЛ — 188 игр, 42 очка (14+28)
- АХЛ — 372 игры, 324 очка (140+184)
- КХЛ/Российская суперлига — 120 игр, 63 очка (27+36)
- Чемпионат Финляндии — 284 игры, 210 очков (108+102)
- Чемпионат Швейцарии — 11 игр, 6 очков (1+5)
- Западная хоккейная лига — 149 игр, 177 очков (72+105)
- Сборная Чехии — 29 игр, 16 очков (7+9)
- Всего за карьеру — 1327 игр, 967 очков (412+555)